# Coppa dei Caraibi 1994
La Coppa dei Caraibi 1994 (Shell Caribbean Cup 1994) fu la dodicesima edizione della Coppa dei Caraibi (la sesta con la nuova denominazione), competizione calcistica per nazione organizzata dalla CFU. La competizione si svolse a Trinidad e Tobago e vide la partecipazione di otto squadre: Barbados, Dominica, Guadalupa, Haiti, Isole Cayman, Martinica, Suriname e Trinidad e Tobago.
La CFU organizzò questa competizione come CFU Championship dal 1978 al 1988; dal 1989 al 1990 sotto il nome di Caribbean Championship; dall'edizione del 1991 a quella del 1998 cambiò nome e divenne Shell Caribbean Cup; le edizioni del 1999 e del 2001 si chiamarono Caribbean Nations Cup; mentre dal 2005 al 2014 la competizione si chiamò Digicel Caribbean Cup; nell'edizione del 2017 il suo nome è stato Scotibank Caribbean Cup.

## Formula
- Qualificazioni

Trinidad e Tobago (come paese ospitante) e Martinica (come campione in carica) sono qualificate automaticamente alla fase finale. Rimangono 20 squadre, divise in sei gruppi di qualificazioni (due gruppi da quattro squadre, quattro gruppi da tre squadre). Giocano partite di sola andata, le prime classificate si qualificano alla fase finale.
- Fase finale

Fase a gruppi - 8 squadre, divise in due gruppi da quattro squadre. Giocano partite di sola andata, le prime due classificate si qualificano alle seminfinali.
Fase a eliminazione diretta - 4 squadre, giocano partite di sola andata. La vincente si laurea campione CFU.

## Controversie
Questa edizione della Caribbean Cup è stata anche teatro di un episodio curioso durante la partita tra Barbados e Grenada. A causa del regolamento delle qualificazioni, Barbados necessitava di vincere con 2 gol di scarto per passare alla fase finale. Questa ipotesi si concretizzò nel secondo tempo quando la squadra conduceva 2-0, ma al minuto 83 uno degli avversari segnò il 2-1. Dato che questi ultimi si chiusero immediatamente in difesa per difendere il risultato, i giocatori di Barbados, avendo pochi minuti a disposizione, si aggrapparono ad alcune stranezze del regolamento per recuperare la partita. Infatti esso non prevedeva che una partita potesse finire in pareggio e in tal caso l'incontro si sarebbe protratto fino ai supplementari e ai rigori se necessario. Secondo il regolamento, inoltre, la squadra che avesse segnato il golden gol o vinto ai tiri dal dischetto avrebbe ottenuto una vittoria con due gol di scarto nel referto arbitrale. Ricordando questo, Barbados, nell'incredulità del pubblico e degli avversari, si diresse verso la propria porta e realizzò l'autogol del pareggio che avrebbe portato la partita ai supplementari, concedendo loro ulteriori trenta minuti per realizzare il gol partita. I giocatori di Grenada capirono cosa era successo e a quel punto, per passare il turno, dovevano fare un gol in una qualunque porta, sia che fosse in quella degli avversari, sia che fosse nella propria. Quindi i giocatori di Grenada attaccarono verso entrambe le porte e i giocatori di Barbados si misero a difenderle entrambe. Il secondo tempo finì così sul 2-2 e la partita andò ai supplementari dove Barbados riuscì al quarto minuto a segnare il gol che gli permise di vincere per 3-2 (4-2 per le statistiche, vista la bizzarra norma sopracitata) e di passare il turno. Per la cronaca, la squadra venne poi eliminata nel primo turno delle fasi finali dopo aver raccolto due pareggi e una sconfitta.

## Squadre partecipanti
| Pr. | Squadra           | Data di qualificazione certa | Partecipante in quanto                                           | Partecipazioni precedenti al torneo                             | Ultima presenza        |
| --- | ----------------- | ---------------------------- | ---------------------------------------------------------------- | --------------------------------------------------------------- | ---------------------- |
| 1   | Trinidad e Tobago | -                            | Rappresentativa della nazione organizzatrice della fase finale   | 10 (1978, 1979, 1981, 1983, 1988, 1989, 1990, 1991, 1992, 1993) | Giamaica 1993          |
| 2   | Martinica         | 30 maggio 1993               | Rappresentativa della nazione detentrice del titolo              | 7 (1983, 1985, 1988, 1990, 1991, 1992, 1993)                    | Giamaica 1993          |
| 3   | Barbados          | 27 gennaio 1994              | 1ª classificata nel gruppo 1 della fase finale di qualificazione | 3 (1985, 1989, 1990)                                            | Trinidad e Tobago 1990 |
| 4   | Haiti             | 10 marzo 1994                | 1ª classificata nel gruppo 6 della fase finale di qualificazione | 2 (1978, 1979)                                                  | Suriname 1979          |
| 5   | Dominica          | -                            | 1ª classificata nel gruppo 4 della fase finale di qualificazione | -                                                               | Esordiente             |
| 6   | Guadalupa         | -                            | 1ª classificata nel gruppo 2 della fase finale di qualificazione | 5 (1981, 1985, 1988, 1989, 1992)                                | Trinidad e Tobago 1992 |
| 7   | Isole Cayman      | -                            | 1ª classificata nel gruppo 5 della fase finale di qualificazione | 1 (1991)                                                        | Giamaica 1991          |
| 8   | Suriname          | -                            | 1ª classificata nel gruppo 3 della fase finale di qualificazione | 4 (1978, 1979, 1985, 1992)                                      | Trinidad e Tobago 1992 |

Nella sezione "partecipazioni precedenti al torneo", le date in grassetto indicano che la nazione ha vinto quella edizione del torneo, mentre le date in corsivo indicano la nazione ospitante.

## Fase finale

### Fase a gruppi

#### Gruppo A
|                                                 | Trinidad e Tobago | 5 – 0 | Dominica |  |
| \| \| \| \| \| Cyrus Faustin \| Marcatori \| \| |                   |       |          |  |
|                                                 |                   |       |          |  |
| Cyrus Faustin                                   | Marcatori         |       |          |  |

|  | Guadalupa | 2 – 2 | Barbados |  |

|  | Trinidad e Tobago | 0 – 0 | Guadalupa |  |

|  | Barbados | 1 – 1 | Dominica |  |

|  | Guadalupa | 5 – 0 | Dominica |  |

|                                                   | Trinidad e Tobago | 2 – 0 | Barbados |  |
| \| \| \| \| \| Pacheco Faustin \| Marcatori \| \| |                   |       |          |  |
|                                                   |                   |       |          |  |
| Pacheco Faustin                                   | Marcatori         |       |          |  |

| Pos | Squadra           | P.ti | G | V | N | P | GF | GS | DR  |
| --- | ----------------- | ---- | - | - | - | - | -- | -- | --- |
| 1   | Trinidad e Tobago | 7    | 3 | 2 | 1 | 0 | 7  | 0  | +7  |
| 2   | Guadalupa         | 5    | 3 | 1 | 2 | 0 | 7  | 2  | +5  |
| 3   | Barbados          | 2    | 3 | 0 | 2 | 1 | 3  | 5  | -2  |
| 4   | Dominica          | 1    | 3 | 0 | 1 | 2 | 1  | 11 | -10 |

Trinidad e Tobago e Guadalupa qualificati alle semifinali.

#### Gruppo B
|  | Haiti | 3 – 2 | Isole Cayman |  |

|  | Martinica | 2 – 0 | Suriname |  |

|  | Suriname | 2 – 0 | Isole Cayman |  |

|  | Martinica | 3 – 0 | Haiti |  |

|  | Martinica | 1 – 1 | Isole Cayman |  |

|  | Suriname | 1 – 1 | Haiti |  |

| Pos | Squadra      | P.ti | G | V | N | P | GF | GS | DR |
| --- | ------------ | ---- | - | - | - | - | -- | -- | -- |
| 1   | Martinica    | 7    | 3 | 2 | 1 | 0 | 6  | 1  | +5 |
| 2   | Suriname     | 4    | 3 | 1 | 1 | 1 | 3  | 3  | 0  |
| 3   | Haiti        | 4    | 3 | 1 | 1 | 1 | 4  | 6  | -2 |
| 4   | Isole Cayman | 1    | 3 | 0 | 1 | 2 | 3  | 6  | -3 |

Martinica e Suriname qualificati alle semifinali.

### Fase a eliminazione diretta

#### Tabellone
|  | Semifinali        | Semifinali        | Semifinali |           |                   | Finale            | Finale          | Finale          |  |
|  |                   |                   |            |           |                   |                   |                 |                 |  |
|  | Trinidad e Tobago | Trinidad e Tobago | 3          |           |                   |                   |                 |                 |  |
|  | Trinidad e Tobago | Trinidad e Tobago | 3          |           |                   |                   |                 |                 |  |
|  | Suriname          | Suriname          | 2          |           |                   |                   |                 |                 |  |
|  | Suriname          | Suriname          | 2          |           | Trinidad e Tobago | Trinidad e Tobago | 7               |                 |  |
|  |                   |                   |            |           | Trinidad e Tobago | Trinidad e Tobago | 7               |                 |  |
|  |                   |                   | Martinica  | Martinica | 2                 |                   |                 |                 |  |
|  | Martinica         | Martinica         | Martinica  | Martinica | 2                 | 4                 |                 |                 |  |
|  | Martinica         | Martinica         |            |           |                   | 4                 |                 |                 |  |
|  | Guadalupa         | Guadalupa         | 2          |           |                   | Finale 3º posto   | Finale 3º posto | Finale 3º posto |  |
|  | Guadalupa         | Guadalupa         | 2          |           |                   |                   |                 |                 |  |
|  |                   |                   |            |           |                   |                   |                 |                 |  |
|  |                   |                   |            |           |                   | Guadalupa         | Guadalupa       | 2               |  |
|  |                   |                   |            |           |                   | Guadalupa         | Guadalupa       | 2               |  |
|  |                   |                   |            |           |                   | Suriname          | Suriname        | 0               |  |

#### Semifinali
| 14 aprile 1994                                                  | Trinidad e Tobago | 3 – 2 (d.t.s.) | Suriname |  |
| \| \| \| \| \| Faustin Dwarika \| Marcatori \| Tol Kampenaar \| |                   |                |          |  |
|                                                                 |                   |                |          |  |
| Faustin Dwarika                                                 | Marcatori         | Tol Kampenaar  |          |  |

| 14 aprile 1994 | Martinica | 4 – 2 | Guadalupa |  |

#### Finale 3º posto
| 16 aprile 1994 | Guadalupa | 2 – 0 | Suriname |  |

#### Finale
| 17 aprile 1994                                                               | Trinidad e Tobago | 7 – 2           | Martinica |  |
| \| \| \| \| \| Charles Pacheco Eve Thomas \| Marcatori \| Fondelot Sophie \| |                   |                 |           |  |
|                                                                              |                   |                 |           |  |
| Charles Pacheco Eve Thomas                                                   | Marcatori         | Fondelot Sophie |           |  |